# Leptotarsus rufibasis
Leptotarsus rufibasis är en tvåvingeart som först beskrevs av Alexander 1922.  Leptotarsus rufibasis ingår i släktet Leptotarsus och familjen storharkrankar. Inga underarter finns listade i Catalogue of Life.